# جایگزین‌های آزمایش روی جانوران
جایگزینهای آزمایش روی جانوران به منظور ارتقاء سطح کیفی آموزش و پژوهش پزشکی، داروسازی، زیست‌شناسی، دامپزشکی و دیگر رشته‌های مرتبط، مورد استفاده قرار می‌گیرد. ملاحظات اخلاقی پیرامون آزمایش روی جانوران و نواقص متعدد در روند فعلی تحقیقات اکتشاف دارو، پژوهشگران را به سوی استفاده از جایگزین‌های آزمایش روی جانوران سوق داده‌است،،

## فیلم‌های ویدئویی
فیلم‌های ویدئویی، می‌توانند ابزارهای جایگزین دیداری با کیفیتی را فراهم کنند. ویدئوهایی که از کالبدشکافی‌های حرفه‌ای تهیه شده‌اند اطلاعات بیشتری به دانشجویان می‌دهند و می‌توانند برای استفاده دانشجویانی که چنین مهارتهایی را قبل از کالبدشکافی اجسادی که از راه اخلاقی تهیه شدند نیاز دارند استفاده شود.

## شبیه‌سازهای کامپیوتری
شبیه‌سازهای کامپیوتری گسترهٔ وسیعی از آموزش و پژوهش را در بر می‌گیرند. کالبدشکافی مجازی توسط دانشجویان، ابزارهای سه بعدی و لمس کردنی نمونه‌هایی از این شبیه‌سازها محسوب می‌شوند. یادگیری همراه کامپیوتر می‌تواند عمق بیشتری به تجربه یادگیری بیفزاید،

## آدمک‌ها
آدمک‌های تهیه‌شده از سیلیکون می‌تواند جایگزینی باشند برای آموزش پزشکی و دیگر رشته‌های مرتبط.

## لاشهٔ جانوران مرده
می‌توان از جسد تهیه‌شده جانوران به روش اخلاقی به عنوان روشی برای آموزش دانشجویان استفاده برد. مثالهایی از تهیه اخلاقی شامل حیواناتی می‌شود که به‌طور طبیعی یا در طی تصادف مرده‌اند. درمانگاه‌های دامپزشکی و کشتزارها دو منبع خوب بالقوه هستند و بعضی از دانشکده‌های دامپزشکی با درمانگاه‌ها برای اجساد ارتباط دارند.

## کالبدگشایی و بافت‌برداری
کالبدگشایی و بافت‌برداری

## کار در درمانگاه‌ها روی بیمار
امروزه روش‌های پیشرو آموزشی در دنیا روش‌های بالینی هستند که بر روی نمونه‌های انسانی و با در نظر گرفتن مسائل اخلاقی انجام می‌شوند.

## کشت سلول
امروزه روش کشت سلول به عنوان یک جایگزین مهم در زمینه آزمایش روی جانوران مطرح می‌باشد. برای نمونه با استفاده از این روش بود که پادتن‌های تک‌تیره تولید شد و حجم کثیری از آزمایش‌های جانوری کنار گذاشته شد.

## روش میکرودوزینگ
سابقهٔ تحقیقاتی روش میکرودوزینگ، به دههٔ اخیر بازمی‌گردد. میکرودوز، عنوانی است که به مقادیر بسیار پائین از مواد دارویی گفته می‌شود. این مقدار، به‌طور تقریبی برابر با یک صدم دوزهای فارماکولوژیک می‌باشد. این روش نوین، مبتنی بر این واقعیت می‌باشد که بسیاری از روندهای کنترل فارماکوکینتیک، غیر وابسته به سطوح خونی داروها بوده و از این رو، تزریق مقادیر میکرودوز داروها به انسان، از توانایی بالایی در پیش‌بینی خصوصیات فارماکوکینتیک برخوردار می‌باشد.

## آزمایش و تجربه روی خود دانشجو
بدن انسان البته موضوع مرتبط با دانشجویان پزشکی است و آزمایش روی خود دانشجو در خیلی از موسسات به عنوان تمرین آموزشی استفاده می‌شود.

## روش‌های در محیط کشت
از برتریهای این روش می‌توان زود به نتیجه رسیدن، آسودگی در تکرار آزمایش، و در برخی موارد کم‌هزینه‌تر بودن را نام برد.

## آزمایش روی گیاهان
استفاده از بافت حیوانات در برخی کارهای عملی می‌تواند مستقیماً با مواد گیاهی جایگزین شود. به عنوان مثال برای مطالعه تنفس سلولی، میتوکندری‌های مورد نیاز می‌تواند از مخمر، سیب‌زمینی یا چغندر به جای روش مرسوم استفاده از کبد موش تهیه شود.

## مدار میکروفلوئیدی
ابزار مزبور، یک تراشه می‌باشد که مجراهای ظریفی از یاخته‌های مربوط به اندام‌های گوناگون بدن انسان را توسط جریان خون به هم مرتبط می‌کند و مشابه‌ترین روش به بدن انسان است و داروهای جدید را می‌توان روی ان آزمایش کرد.